# Moder Svea (Rolf Adlersparre)

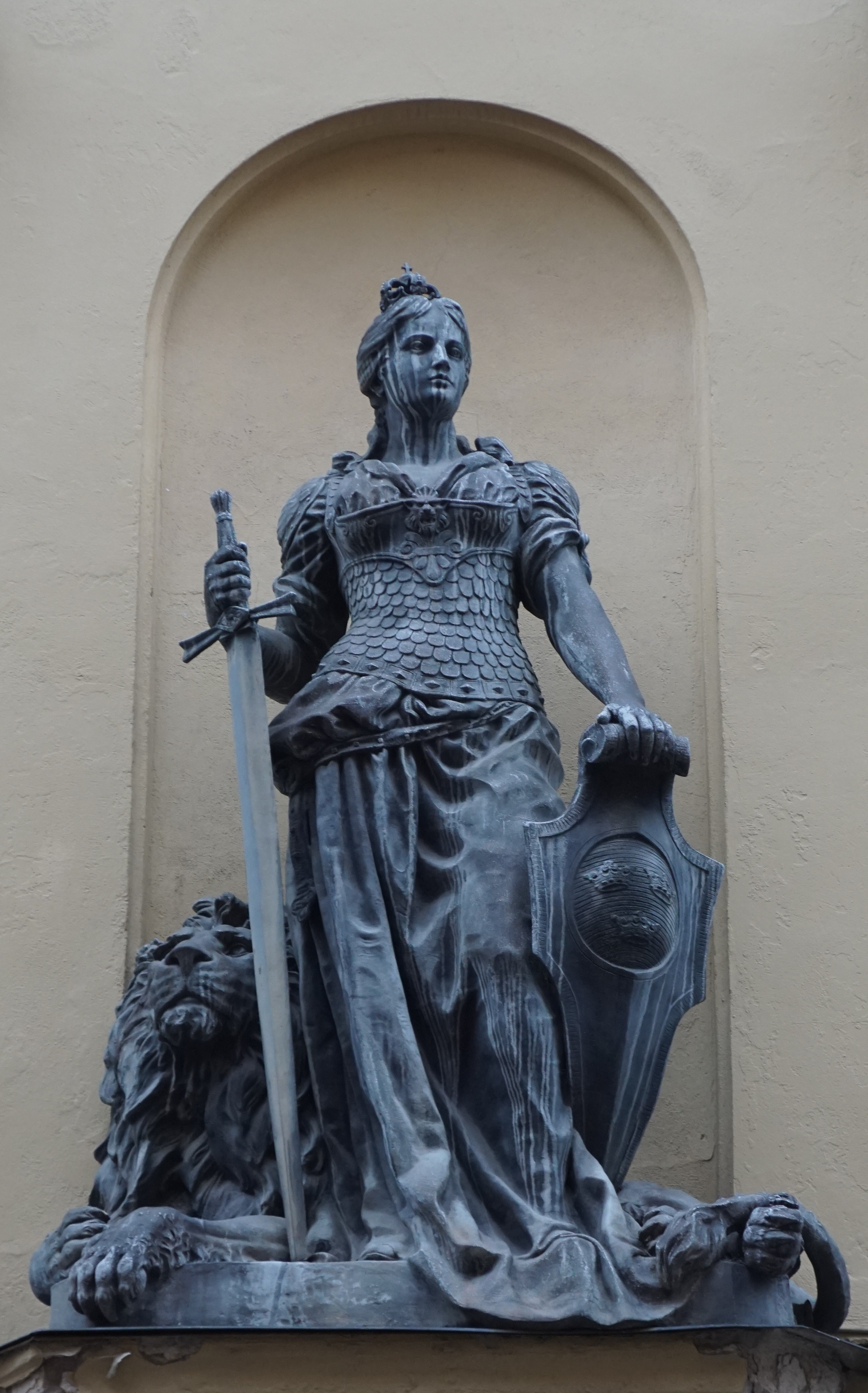
Moder Svea (1892-1894) door Rolf Adlersparre.

Moder Svea (Zweeds voor Moeder Zweden) is een sculptuur die Moeder Svea, een allegorische voorstelling van het land Zweden, voorstelt, gemaakt door Rolf Adlersparre in de periode 1892-1894. Het zinken beeld staat voor een nis van een voormalig bankgebouw aan de Stora Nygatan 40-42 in Gamla Stan, Stockholm (Zweden). 

## Beschrijving
De figuur Moder Svea is afgebeeld als een vrouwelijke krijger met zwaard en schild met het wapen van Zweden. Ze draagt een soort maliënkolder, een rok en een kroontje. Aan haar voeten rust een leeuw. Het beeld is ongeveer 2,2 meter hoog en 1,4 bij 0,5 meter groot.

## Geschiedenis
Adlersparre kreeg de opdracht voor deze sculptuur van de Stockholms Enskilda Bank. Deze bank had haar hoofdkantoor vanaf 1860 aan de Lilla Nygatan 23 in Gamla Stan, vanwaaruit de bank zich uitbreidde tot aan de Stora Nygatan. Deze bank was bij oprichting de eerste particuliere bank van de stad en het eerste grote bankgebouw van het land. De bank bleef tot 1915 in dit gebouw. 
De gieterij van Otto Meyer goot het beeld in zink, gemarkeerd met OTTO M onder de leeuwenstaart op het beeld. Het beeld Moder Svea werd in 1894 geplaatst aan de zijde van de Stora Nygatan in Gamla stan, Stockholm (Zweden). 